# Dekanija Videm ob Savi
Dekanija Videm ob Savi je bila rimskokatoliška dekanija Savskega naddekanata Škofije Celje. Ukinjena je bila 1. septembra 2021 ob reorganizaciji naddekanatov in dekanij, pri čemer je bila z Dekanijo Laško združena v novo Dekanijo Laško - Videm ob Savi.

## Župnije
1. Župnija Artiče
2. Župnija Bizeljsko
3. Župnija Brestanica
4. Župnija Brežice
5. Župnija Dobova
6. Župnija Kapele pri Brežicah
7. Župnija Koprivnica
8. Župnija Pišece
9. Župnija Senovo
10. Župnija Sevnica
11. Župnija Sromlje
12. Župnija Videm ob Savi
13. Župnija Zabukovje
14. Župnija Zdole

## Dekani
- vsakokratni župnik na Vidmu ob Savi (1787[1]–1945)
- Jožef Tratnik (1945–1956), Brestanica; župnik do 1953, dekan do smrti 1956
- Ivan Vodeb, Videm ob Savi
- Janez Zorko, Videm ob Savi
- Anton Hribernik, Sevnica, salezijanec
- Milan Kšela, Brežice
- Jože Špes, Brestanica
- Franc Rataj (2016–2018), Artiče, Sromlje; lazarist, stanujoč v Dobovi; 2018 imenovan za vizitatorja (provinciala) Slovenske province Misijonske družbe
- Roman Travar (2018–2021), Artiče, Sromlje; lazarist, stanujoč v Dobovi